# Marie-Amélie de Saxe
Pour Marie-Amélie de Saxe et de Pologne, duchesse de Deux-Ponts, voir Marie-Amélie de Saxe (1757-1831).
Maria Amalia Christina Franziska Xaveria Flora Walburga de Saxe, princesse de Pologne, née le 24 novembre 1724 à Dresde et morte le 27 septembre 1760 à Madrid, est reine de Naples et de Sicile, reine titulaire de Jérusalem, puis reine d'Espagne comme épouse de Charles III.

## Biographie
Fille du roi de Pologne et électeur de Saxe Auguste III et de l'archiduchesse Marie-Josèphe d'Autriche, Marie-Amélie est issue d'une famille nombreuse et prolifique, 
En 1738, elle épouse Charles d'Espagne (1716-1788), roi de Naples et de Sicile, fils cadet du roi Philippe V d'Espagne mais aîné de ses secondes noces avec l'ambitieuse Élisabeth Farnèse. Marie-Amélie exerce une grande influence sur son mari. En 22 ans de mariage, elle donne 13 enfants à son époux mais un grand nombre meurent en bas âge ou ne passent pas le cap de l'adolescence. Quant à son fils aîné, atteint d'un handicap mental, il doit être déchu de ses droits au trône. C'est elle qui conclut le mariage de leur fils, le futur Charles IV, avec sa cousine Marie-Louise de Bourbon-Parme. Sa sœur Marie-Josèphe épouse en 1747 le dauphin de France Louis, une autre, Marie-Anne, est électrice de Bavière.
L'infant Charles devient roi d'Espagne en 1759, succédant à son demi-frère Ferdinand VI d'Espagne, mort sans postérité. Il cède Naples et la Sicile à son troisième fils Ferdinand. La reine fait venir à Naples puis appelle à Madrid le peintre Saxon Anton Raphael Mengs.
La reine jouit peu de la couronne espagnole et meurt l'année suivante à l'âge de 35 ans. Le roi, effondré, refuse de se remarier et conserve intact son amour conjugal jusqu'à sa propre mort 28 ans plus tard.
De cette union sont nés :
- Marie-Isabelle (1740-1742) ;
- Marie-Josèphe (1742-1742) ;
- Marie-Isabelle (1743-1749) ;
- Marie-Josèphe (1744-1801) sans alliance (figure sur le tableau de Goya représentant la famille royale) ;
- Marie-Louise (1745-1792) épouse en 1765, Pierre-Léopold d'Autriche, grand-duc de Toscane puis empereur germanique (1747-1792) ;
- Philippe Antoine (1747-1777), handicapé et déchu de ses droits au trône ;
- Charles (1748-1819), futur roi d'Espagne (Charles IV) et époux de sa cousine Marie-Louise de Bourbon-Parme (1751-1819) ;
- Marie-Thérèse (1749-1749) ;
- Ferdinand (1751-1825), roi de Naples et de Sicile, épouse en 1768 Marie-Caroline d'Autriche (1752-1814) ;
- Gabriel (1752-1788), en 1785, épouse sa cousine Marie-Anne de Portugal ;
- Marie-Antoinette (1754-1755) ;
- Antoine-Pascal (1755-1817) épouse en 1795 Marie-Amélie d'Espagne ;
- François-Xavier (1757-1771).

## Honneurs
- 3 mai 1733:  Noble Dame de l'Ordre Impérial de la Croix étoilée, par ordonnance d'Wilhelmine-Amélie de Brunswick-Lunebourg, impératrice du Saint-Empire.

## Sources
- Généalogie des rois et des princes de Jean-Charles Volkmann, Édit. Jean-Paul Gisserot (1998)